# Mustang (Zweden)
Mustang is een historisch Zweeds merk dat van 1958 tot begin jaren zestig 49 cc scooters met Zündapp motoren maakte.
- Er was nog een merk met de naam Mustang, zie Mustang (Glendale).